# Rhabdomastix sublurida
Rhabdomastix sublurida là một loài ruồi trong họ Limoniidae. Chúng phân bố ở miền Cổ bắc.